# Labenz
Labenz là một đô thị thuộc huyện Lauenburg, trong bang Schleswig-Holstein, nước Đức. Đô thị Labenz có diện tích 5,75 km², dân số thời điểm 31 tháng 12 năm 2006 là 855 người.